# 上毛野安守
上毛野 安守（かみつけの の やすもり、生没年不詳）は、平安時代前期の貴族。姓は朝臣。

## 経歴
貞観4年（862年）1月、大炊助で従五位下に叙され、同11年（869年）に大炊頭、同12年（870年）伊賀守に任ぜられた。他の事績は不明。

## 官歴
『日本三代実録』による。
- 時期不詳：大炊助
- 貞観4年（862年）1月7日：従五位下
- 貞観11年（869年）1月13日：大炊頭
- 貞観12年（870年）1月25日：伊賀守

## 系譜
『尊卑分脈』による。
- 父：不詳
- 母：不詳
- 生母不明の子女
  - 女子：藤原定国室